# Gråbbotjärnen
Gråbbotjärnen är en sjö i Storumans kommun i Lappland och ingår i Umeälvens huvudavrinningsområde. Sjön har en area på 0,0701 kvadratkilometer och ligger 493,5 meter över havet.

## Delavrinningsområde
Gråbbotjärnen ingår i det delavrinningsområde (728494-149115) som SMHI kallar för Utloppet av Juksjaure. Medelhöjden är 677 meter över havet och ytan är 40,14 kvadratkilometer. Räknas de 10 avrinningsområdena uppströms in blir den ackumulerade arean 130,31 kvadratkilometer. Juksjaurbäcken (Stupelejukke) som avvattnar avrinningsområdet har biflödesordning 2, vilket innebär att vattnet flödar genom totalt 2 vattendrag innan det når havet efter 366 kilometer. Avrinningsområdet består mestadels av skog (60 procent) och kalfjäll (28 procent). Avrinningsområdet har 4,09 kvadratkilometer vattenytor vilket ger det en sjöprocent på 10,2 procent.